# Episodi di The Closer (prima stagione)
La prima stagione della serie televisiva The Closer, composta da 13 episodi, è andata in onda negli Stati Uniti dal 13 giugno 2005 al 5 settembre 2005 sul canale TNT.
In Italia è stato trasmesso dal 30 settembre 2005 al 9 dicembre 2005 sul canale Italia 1.
| nº | Titolo originale        | Titolo italiano              | Prima TV USA     | Prima TV Italia   |
| -- | ----------------------- | ---------------------------- | ---------------- | ----------------- |
| 1  | Pilot                   | L'intrusa                    | 13 giugno 2005   | 30 settembre 2005 |
| 2  | About Face              | L'alibi e il movente         | 20 giugno 2005   | 30 settembre 2005 |
| 3  | The Big Picture         | Quadro generale              | 27 giugno 2005   | 7 ottobre 2005    |
| 4  | Show Yourself           | Guerra personale             | 4 luglio 2005    | 14 ottobre 2005   |
| 5  | Flashpoint              | Questioni di etica           | 11 luglio 2005   | 21 ottobre 2005   |
| 6  | Fantasy Date            | Appuntamento al buio         | 18 luglio 2005   | 28 ottobre 2005   |
| 7  | You Are Here            | Un mondo a parte             | 25 luglio 2005   | 4 novembre 2005   |
| 8  | Batter Up               | L'importanza di un gioiello  | 1º agosto 2005   | 11 novembre 2005  |
| 9  | Good Housekeeping       | L'inganno                    | 8 agosto 2005    | 18 novembre 2005  |
| 10 | The Butler Did It       | L'assassino è il maggiordomo | 15 agosto 2005   | 25 novembre 2005  |
| 11 | L.A. Woman              | Per scegliere di vivere      | 22 agosto 2005   | 2 dicembre 2005   |
| 12 | Fatal Retraction        | Ritrattazione fatale         | 29 agosto 2005   | 2 dicembre 2005   |
| 13 | Standards and Practices | Spirito di squadra           | 5 settembre 2005 | 9 dicembre 2005   |